# 蘇略蘇略山
14°33′53″S 72°26′53″W / 14.56472°S 72.44806°W
蘇略蘇略山（Sullu Sullu），是秘魯的山峰，位於該國南部庫斯科大區，由瓊比維卡省的聖托馬斯區負責管轄，屬於萬索山脈的一部分，海拔高度5,100米。